# John M. Lipski
John M. Lipski (18 de junio de 1950) es un lingüista estadounidense, especializado en el estudio del español y del portugués. 

## Trayectoria
Lipski se formó inicialmente como matemático en la Universidad de Rice (1971), aunque más tarde estudió lingüística románica en la Universidad de Alberta, donde obtuvo los grados de maestría (1972) y doctorado (1974). Posteriormente, impartió cátedra en la Universidad de Kean, la Universidad Estatal de Míchigan, la Universidad de Houston, la Universidad de Florida y la Universidad de Nuevo México. Actualmente se desempeña como profesor del Programa de Lingüística de la Universidad Estatal de Pensilvania, del cual también ha sido director.
En su obra científica, Lipski ha mostrado especial interés por la fonología del español, el bilingüismo, la variación lingüística del español y del portugués y la contribución de la diáspora africana a este último aspecto. Adicionalmente, se ha desempeñado como editor del Journal of Hispanic Linguistics, la revista Hispania y la editorial académica Georgetown University Press.
En 2016 fue nombrado académico correspondiente de la Real Academia Española por los Estados Unidos de América.

## Publicaciones selectas

### Artículos
- Lipski, John M. (2017). «Ecuadoran Media Lengua: more than a "half" - language?». International Journal of Linguistics 83 (2). doi:10.1086/689845.
- Lipski, John M. (2014). «Spanish-English code-switching among low-fluency bilinguals: towards an expanded typology». Sociolinguistic Studies 8 (1). doi:10.1558/sols.v8i1.23.
- Lipski, John M. (2004). «El español de América y los contactos bilingües recientes: apuntes microdialectológicos». Revista Internacional de Lingüística Iberoamericana 2 (2). JSTOR 41678054.
- Lipski, John M. (2000). «El español que se habla en El Salvador y su importancia para la dialectología hispanoamericana». Científica 2.
- Lipski, John M. (1992). «New thoughts on the origins of Zamboangueño (Philippine Creole Spanish)». Language Sciences 14 (3). doi:10.1016/0388-0001(92)90005-Y.
- Lipski, John M. (1982). «Spanish-English language switching in speech and literature: theories and models». Bilingual Review/La Revista Bilingüe 9 (3). JSTOR 25744023.

### Libros
- Lipski, John M. (2008). Afro-Bolivian Spanish. Madrid-Fráncfort del Meno: Iberoamericana-Vervuert. ISBN 978-84-8489-367-7.
- Lipski, John M. (2008). Varieties of Spanish in the United States. Washington, DC: Georgetown University Press. ISBN 978-1-58901-213-4.
- Lipski, John M. (1994). Latin American Spanish. Nueva York: Longman. ISBN 9780582087613.
- Lipski, John M. (1987). Fonética y fonología del español de Honduras. Tegucigalpa: Editorial Guaymuras.